# 長田広告
長田広告株式会社(ながたこうこく、英語：Advertising Nagata Co., Ltd.)は、愛知県津島市に本社を置く屋外看板広告事業を主力とする広告事業を展開している長田広告グループ企業である。

## 概要
屋外広告事業を主力として、基幹事業である屋外広告事業においては、ロードサイドの看板やデジタルサイネージなどの自社媒体を中心に展開しており、屋外広告看板、デジタルサイネージ、交通広告などのメディアを取り扱っており、LED看板やハイブリッドサインなど 新しいOOHメディアも展開している。

## 沿革
- 1963年 - 長田幸安が愛知県海部郡大治村にて長田商会を創業
- 1974年 - 関東地方の市場開発の為、群馬営業所を開設
- 1976年 - 長田商会を改名、法人組織として長田広告(株)を設立
- 1985年6月 - 近畿地方の市場開発の為、兵庫営業所を設置
- 1987年6月 - 北陸地方の市場開発の為、富山営業所を設置 国内10拠点となる
- 1998年9月 - 本社新社屋竣工（愛知県津島市） 尾張営業所を本社新社屋内に移転
- 1998年10月 - 全国規模のクライアントへの対応の為、NETWORK事業部を開設（東京都千代田区）
- 2000年10月 - 大型静電プロッター方式プリントシステム（SP2000）を導入し、クライアントのグラフィカルなニーズに対応
- 2001年1月 - 「(株)ジェイアール東日本企画」の指定代理店となり、交通広告事業に着手
- 2001年11月 - 半田営業所開設営業所網を拡大し、50拠点となる
- 2003年2月 - 「一級建築士事務所」を開設大型サイン分野及び建築分野の市場開拓に着手
- 2003年10月 - PDPによる映像配信システム「PLANET ONE」を開発デジタルサイネージ事業に着手
- 2005年8月 - NETWORK事業部の関西拠点として「大阪事務所」を開設
- 2008年1月 - 「コミュニティサポート事業課」を設立PFI方式による自治体広報活動のサポート事業に着手
- 2013年 - 創業50周年を迎える
- 2013年3月 - 地域住民へのインフラ整備事業の一環として「広告付バス停留所上屋整備事業」に着手
- 2014年5月 - 海外拠点の第1号として、ミャンマーに現地法人「NAGATA Myanmar Co.,Ltd」を設立広告付インフラ整備事業に着手

- 2014年8月 - 海外展開の第2号としてASEANでの事業拡大のため、マレーシアに現地法人「AD Nagata Malaysia Sdn.Bhd」を設立
- 2016年9月 - 長田一郎　社長就任
- 2017年3月 - コミュニティビジョン導入数　400自治体を突破、フードコートビジョン導入数　100施設を突破
- 2017年12月 - 屋外型ＬＥＤサイネージ「ＬＥＤコミュニティビジョン」の展開に着手
- 2018年9月 - 障がい者雇用の一環として農園事業に着手[2]
- 2020年10月 - 自治体向け広告付き手指消毒剤・消毒液スタンドの無償提供を開始
- 2021年8月 - 広告付き電気自動車用充電設備の無償提供を開始
- 2022年9月 - 長田広告株式会社を、長田ホールディングス株式会社・長田広告株式会社・NAGATA AGENT株式会社の3社に分社化
- 2023年7月 - 2025年日本国際博覧会（大阪・関西万博）未来社会ショーケース事業への協賛
- 2024年9月 - 全国のLEDコミュニティビジョンで大阪・関西万博のPR広告を放映開始
- 2024年11月 - 大阪市内200ヶ所以上で広告付き観光案内板の設置計画を推進
- 2025年3月 - 大阪・関西万博「EXPO VISION」貸与セレモニーを開催

出典：

## グループ企業
- 長田ホールディングス株式会社（親会社）
- NAGATA AGENT株式会社